# Amazone (tàu ngầm Pháp) (1916)
Amazone là một tàu ngầm tấn công thuộc phân lớp Armide được chế tạo cho Hải quân Hy Lạp trước và trong Chiến tranh Thế giới thứ nhất. Tàu Amazone được đặt lườn tại xưởng tàu Schneider et Compagnie, Pháp từ năm 1913 đến năm 1916. Con tàu này đã bị chính phủ Pháp trưng dụng vào ngày 3 tháng 6 năm 1915. Amazone tiếp tục phục vụ trên Biển Adriatic trong suốt Thế Chiến I trước khi rút khỏi Đăng bạ Hải quân vào tháng 7 năm 1932.

## Đặc tính chung
Amazone có chiều dài chung 56,2 m (184 ft 5 in), mạn thuyền rộng 5,2 m (17 ft 1 in) và tầm nước tối đa đạt 3 m (9 ft 10 in). Trọng lượng choán nước tiêu chuẩn của nó là 457 t (450 tấn Anh) khi nổi, và tăng lên đến 670 t (659 tấn Anh) khi lặn.  Khi đi trên mặt nước, tàu được trang bị hai động cơ diesel với tổng công suất 2.200 PS (1.641 kW) do Schneider et Compagnie chế tạo, cùng hai động cơ điện 900 PS (671 kW). Hệ thống động lực chạy bằng điện của tàu cho phép đạt tốc độ tối đa 17,5 hải lý trên giờ (32,4 km/h; 20,1 mph) khi nổi và 11 hải lý trên giờ (20 km/h; 13 mph) khi lặn. Tàu có tầm xa hoạt động 2.600 hải lý (4.800 km) khi di chuyển ở tốc độ đường trường 11 kn (20 km/h), và đi ngầm dưới nước đạt 160 hải lý (300 km) với 5 kn (9,3 km/h).
Amazone được trang bị bốn ống phóng ngư lôi cỡ 17,7 inch (450 mm) và một khẩu pháo 75 mm (3.0 in) L/34 M1897. Thủy thủ đoàn tiêu chuẩn của tàu bao gồm tổng 31 sĩ quan và thủy thủ.

## Thiết kế và hoạt động
Hải quân Hy Lạp đặt hàng con tàu Amazone dưới cái tên "X" thông qua bản thiết kế của kỹ sư người Pháp Maxime Laubeuf vào năm 1913. Tháng 5 năm 1917, trong Chiến tranh Thế giới thứ nhất, chính phủ Pháp đã chính thức trưng dụng con tàu này.
Toàn bộ quá trình khởi đóng và hoàn thành con tàu diễn ra ở xưởng tàu Schneider et Compagnie, Pháp. Công việc được bắt đầu vào năm 1913 với việc đặt lườn và hạ thủy lần đầu tiên vào tháng 8 năm 1916. Công việc hoàn tất kéo dài đến tháng 6 năm 1917.  Con tàu này được đặt tên theo các chiến binh Amazon trong thần thoại Hy Lạp cổ đại.
Amazone tiếp tục phục vụ trên Biển Adriatic đến năm 1918, khi nó được điều động đến "Đội tàu ngầm số 3" ở Moudros, Hy Lạp. Đến ngày 20 tháng 4 năm 1928, con tàu này được đổi tên thành Amazone II để phân biệt với chiếc tàu ngầm cùng tên mới được đóng là Amazone (Q161). Tháng 7 năm 1932, Amazone II chính thức được rút khỏi danh sách Đăng bạ Hải quân.